# Blu dragonsi Zemun
Blu dragonsi (engl. Blue Dragons), poznati i kao Zemunski plavi zmajevi, su tim američkog fudbala iz Zemuna u Srbiji. Do 2022. godine klub se zvao Beograd Blu dragonsi.

## Istorija
Plavi zmajevi osnovani su jula 2003. godine u Beogradu. Zajedno sa još šest klubova, osnivali su Savez Američkog Fudbala Srbije. Prvu utakmicu odigrali su početkom novembra 2003. godine, samo mesec dana posle prvog treninga. Prvu pobedu odneli su decembra iste godine protiv tima iz Novog Sada. Međutim, kao i svi timovi u Srbiji, Zmajevi su igrali američki fudbal bez zaštitne opreme (kacige i pedovi) sve do sezone 2007. Godinu dana pre 2007, Zmajevi su se spojili sa jedinim univerzitetskim timom u Srbiji, Električarem. U sezoni 2007, Zmajevi su bili prvi tim u Grupi A nacionalnog prvenstva, a na kraju su stigli do polufinala nacionalnog šampionata. Poraz je došao od gradskih rivala posle 3 produžetka. Zmajevi su imali 7 igrača u konkurenciji za reprezentaciju Srbije koja je igrala Evrposko prvenstvno 2007. Do sada, kroz školu Zmajeva prošlo je više od 300 igrača, a seniorski tim trenutno ima 52 igrača.

## Godine
- 2003 (1 pobeda, 1 poraz)
- 2004 2. mesto, kup 4 grada (3 pobede, 2 poraza)
- 2005 SAFS Kup, 7. mesto (1 pobeda - 1 poraz)
- 2006 (1 pobeda - 1 poraz)
- 2007 2. mesto NP, polufinale NŠ, 4. tim u Srbiji (6 pobeda, 5 poraza)
- 2008 (3 pobede, 4 poraza), Finalisti juniorske lige
- 2009 Finalista Nacionalne Lige, Učesnik EFAF Kupa, šampioni juniorske lige
- 2010 Polufinalista nacionalne lige, učesnik EUROBOWL-a
- 2011 5.Mesto u SAAF Sportklub Superligi Srbije,3.mesto u regionalnoj CEI Interligi
- 2012 Polufinalisti SAAF Sportklub Superlige
- 2013 Polufinalisti SAAF Sportklub Superlige,Vicesampioni CEFL Kupa

## Ростер
За сезону у оквиру СААФ Прве лиге Србије 2021. године наступали су следећи играчи:

## Spoljašnje veze
- Zvanična Facebook strana kluba
- Sajt Srpska asocija Americkog fudbala SAAF